# Episodi di Metropolitan Police (ventitreesima stagione)
La ventitreesima stagione della serie televisiva Metropolitan Police è stata trasmessa in anteprima nel Regno Unito dalla Independent Television tra il 3 gennaio 2007 e il 28 dicembre 2007.
| nº | Titolo originale             | Titolo italiano | Prima TV UK       | Prima TV Italia |
| -- | ---------------------------- | --------------- | ----------------- | --------------- |
| 1  | Gamesof War                  |                 | 3 gennaio 2007    |                 |
| 2  | 'Till Hell Freezes Over      |                 | 4 gennaio 2007    |                 |
| 3  | The New Generation           |                 | 10 gennaio 2007   |                 |
| 4  | Two-Time Loser               |                 | 11 gennaio 2007   |                 |
| 5  | An Article of Faith          |                 | 17 gennaio 2007   |                 |
| 6  | A Week Fron Next Thursday    |                 | 18 gennaio 2007   |                 |
| 7  | Lead on a Merry Chase        |                 | 24 gennaio 2007   |                 |
| 8  | School of Hard Knocks        |                 | 25 gennaio 2007   |                 |
| 9  | Burn Off                     |                 | 31 gennaio 2007   |                 |
| 10 | Dead Man's Hand (Part 1)     |                 | 1º febbraio 2007  |                 |
| 11 | Dead Man's Hand (Part 2)     |                 | 7 febbraio 2007   |                 |
| 12 | The Good Old Days            |                 | 8 febbraio 2007   |                 |
| 13 | Don't Cut No Ice             |                 | 15 febbraio 2007  |                 |
| 14 | The Lone Wolf (Part 1)       |                 | 21 febbraio 2007  |                 |
| 15 | The Lone Wolf (Part 2)       |                 | 22 febbraio 2007  |                 |
| 16 | Sticky Fingers               |                 | 28 febbraio 2007  |                 |
| 17 | Within Striking Distance     |                 | 1º marzo 2007     |                 |
| 18 | The Party is Over            |                 | 7 marzo 2007      |                 |
| 19 | The Last Stop                |                 | 8 marzo 2007      |                 |
| 20 | Sweet Revenge                |                 | 21 marzo 2007     |                 |
| 21 | Killer on the Run            |                 | 22 marzo 2007     |                 |
| 22 | Dead Men Don't Tell Lies     |                 | 28 marzo 2007     |                 |
| 23 | Brotherhood                  |                 | 29 marzo 2007     |                 |
| 24 | Daddy's Girl                 |                 | 4 aprile 2007     |                 |
| 25 | End of the Affair            |                 | 11 aprile 2007    |                 |
| 26 | Exit Wound                   |                 | 18 aprile 2007    |                 |
| 27 | Pride Before a Fall          |                 | 19 aprile 2007    |                 |
| 28 | Hunter on the Street         |                 | 25 aprile 2007    |                 |
| 29 | Role Model                   |                 | 26 aprile 2007    |                 |
| 30 | ...And Nothing But the Truth |                 | 2 maggio 2007     |                 |
| 31 | Day of Reckoning             |                 | 3 maggio 2007     |                 |
| 32 | Blood Money                  |                 | 9 maggio 2007     |                 |
| 33 | To Honour and Obey           |                 | 10 maggio 2007    |                 |
| 34 | Baby Trade                   |                 | 16 maggio 2007    |                 |
| 35 | Lies That Kill               |                 | 17 maggio 2007    |                 |
| 36 | Inner Demons                 |                 | 24 maggio 2007    |                 |
| 37 | Getting Away with Murder     |                 | 31 maggio 2007    |                 |
| 38 | Trigger Happy                |                 | 6 giugno 2007     |                 |
| 39 | Do or Die                    |                 | 7 giugno 2007     |                 |
| 40 | On the Edge                  |                 | 13 giugno 2007    |                 |
| 41 | Better Off Dead              |                 | 14 giugno 2007    |                 |
| 42 | Old Wounds                   |                 | 20 giugno 2007    |                 |
| 43 | Judgement Call               |                 | 21 giugno 2007    |                 |
| 44 | A Model Murder (Part 1)      |                 | 27 giugno 2007    |                 |
| 45 | A Model Murder (Part 2)      |                 | 28 giugno 2007    |                 |
| 46 | Match Day Violence           |                 | 4 luglio 2007     |                 |
| 47 | Cop Killer (Part 1)          |                 | 5 luglio 2007     |                 |
| 48 | Cop Killer (Part 2)          |                 | 11 luglio 2007    |                 |
| 49 | Behind Closed Doors          |                 | 12 luglio 2007    |                 |
| 50 | Man Down                     |                 | 18 luglio 2007    |                 |
| 51 | Death or Glory               |                 | 19 luglio 2007    |                 |
| 52 | Copy Cat Killer              |                 | 25 luglio 2007    |                 |
| 53 | Trail of Blood               |                 | 26 luglio 2007    |                 |
| 54 | Model Murder Uncovered       |                 | 1º agosto 2007    |                 |
| 55 | Caught by the Killer         |                 | 2 agosto 2007     |                 |
| 56 | Good Cop, Bad Cop            |                 | 8 agosto 2007     |                 |
| 57 | Killing Me Softly            |                 | 9 agosto 2007     |                 |
| 58 | Dicing with Danger           |                 | 15 agosto 2007    |                 |
| 59 | Deadly Secrets               |                 | 16 agosto 2007    |                 |
| 60 | Diamonds Are Deadly          |                 | 22 agosto 2007    |                 |
| 61 | Code of Silence              |                 | 23 agosto 2007    |                 |
| 62 | Crash Test                   |                 | 29 agosto 2007    |                 |
| 63 | Up in Smoke                  |                 | 30 agosto 2007    |                 |
| 64 | Deadly Shame (Part 1)        |                 | 5 settembre 2007  |                 |
| 65 | Deadly Shame (Part 2)        |                 | 6 settembre 2007  |                 |
| 66 | A Life of Lies               |                 | 12 settembre 2007 |                 |
| 67 | Russian Roulette             |                 | 13 settembre 2007 |                 |
| 68 | Identity Fraud               |                 | 19 settembre 2007 |                 |
| 69 | Back from the Brink          |                 | 20 settembre 2007 |                 |
| 70 | Dead and Buried              |                 | 26 settembre 2007 |                 |
| 71 | Cracking Under Pressure      |                 | 27 settembre 2007 |                 |
| 72 | Rough Justice                |                 | 3 ottobre 2007    |                 |
| 73 | Back from the Dead           |                 | 4 ottobre 2007    |                 |
| 74 | Take It to the Grave         |                 | 10 ottobre 2007   |                 |
| 75 | Uncut Killer                 |                 | 11 ottobre 2007   |                 |
| 76 | Collateral Damage            |                 | 17 ottobre 2007   |                 |
| 77 | Line of Fire (Part 1)        |                 | 18 ottobre 2007   |                 |
| 78 | Line of Fire (Part 2)        |                 | 24 ottobre 2007   |                 |
| 79 | Deadly Intent                |                 | 25 ottobre 2007   |                 |
| 80 | Stealth Attack               |                 | 1º novembre 2007  |                 |
| 81 | Tortured Soul                |                 | 8 novembre 2007   |                 |
| 82 | Moving Target (Part 1)       |                 | 14 novembre 2007  |                 |
| 83 | Moving Target (Part 2)       |                 | 21 novembre 2007  |                 |
| 84 | Moving Target (Part 3)       |                 | 28 novembre 2007  |                 |
| 85 | Love, Lies and Limos         |                 | 5 dicembre 2007   |                 |
| 86 | Trapped                      |                 | 6 dicembre 2007   |                 |
| 87 | Blackmailed                  |                 | 12 dicembre 2007  |                 |
| 88 | Operation Brass Balls        |                 | 13 dicembre 2007  |                 |
| 89 | Zain: Inside Out (Part 1)    |                 | 19 dicembre 2007  |                 |
| 90 | Zain: Inside Out (Part 2)    |                 | 20 dicembre 2007  |                 |
| 91 | Assault on Sun Hill (Part 1) |                 | 27 dicembre 2007  |                 |
| 92 | Assault on Sun Hill (Part 2) |                 | 28 dicembre 2007  |                 |